# 本尼菲特 (喬治亞州)
本尼菲特（英語：Benefit）是位於美國喬治亞州懷特縣的一個非建制地區。該地的面積和人口皆未知。

## 地理
本尼菲特的座標為34°33′27″N 83°43′48″W / 34.55750°N 83.73000°W，而該地的平均海拔高度為436米（即1430英尺）。